# 菅野孝典
菅野 孝典（かんの たかのり、1984年5月4日 - ）は日本の漫画家。男性。福島県出身。血液型はB型。

## 人物
- 東京農業大学農学部畜産学科出身で美術部（厚木キャンパス）に所属していた。
- 『うしおととら』『からくりサーカス』などで知られる藤田和日郎を心の師匠と仰ぎ、リスペクトしている。
- 激辛料理好きであり、激辛料理好きの通称「カラミスト」たちを題材とした読切を発表したこともある。
- ニコニコ動画ではさざん名義で作品を発表しており100万に近い再生数を誇っている動画もある。

## 受賞歴
- 「フライ・パニック」（まんがカレッジ、2007年12・1月期 入選）

## 作品リスト

### 連載
- CRIMSONS〜紅き航海者たち〜（週刊少年サンデー超2011年2月号 - 2012年11月号） - 単行本全4巻。
  - CRIMSONS外伝[River Side Story]（クラブサンデー2011年4月19日 - 2012年8月17日） - 単行本『CRIMSONS〜紅き航海者たち〜』に併録。
- 深海獣（コミック アース・スター2014年9月号 - 連載中）

### 読切
- 鮮血夢想（週刊少年サンデー2008年38号）
- M.C. HERO!!（週刊少年サンデー超2008年9月24日号）
- カラミストSHIN（クラブサンデー2009年11月13日）

## 師匠
- 中山敦支[2]
- 若木民喜